# Шкоцјан (Дивача)
Шкоцјан (словен. Škocjan, итал. San Canziano della Grotta) је насељено место у општини Дивача, Обално-крашка регија, Словенија.

## Историја
До територијалне реорганизације у Словенији био је у саставу старе општине Сежана.

## Становништво
У попису становништва из 2011. године Шкоцјан је имао 6 становника.
| Број становника према пописима | Број становника према пописима | Број становника према пописима |
| ------------------------------ | ------------------------------ | ------------------------------ |
| 1991                           | 2002                           | 2011                           |
| 6                              | 7                              | 6                              |

## Галерија
- панорама
- река Река
- сеоске куће
- пејзаж Краса
- Шкоцјанска јама, крашки пећински систем заштићен као део Унескове културне баштине

## Такође види
- Шкоцјанска јама